# Дізадж-е-Фатхі
Дізадж-е-Фатхі (перс. دیزج فتحی) — село в Ірані, входить до складу дехестану Барандуз у Центральному бахші шахрестану Урмія провінції Західний Азербайджан.